# Casa de Cultura Poeta Brasil dos Reis
A Casa de Cultura Poeta Brasil dos Reis é uma construção de Angra dos Reis tombada pelo Instituto Estadual de Patrimônio Artístico Cultural (INEPAC). O sobrado tem dois andares e fica localizado no centro da cidade, na Rua do Comércio.

## História
O sobrado foi erguido em 1824, e, até 1985, era de propriedade particular. No andar de cima funcionava o clube comercial, no debaixo um bar, onde eram servidos café, sanduíches, cervejas, etc. Após o clube ter sido transferido para outro local,o segundo andar foi dividido em vários cômodos para atender a várias necessidades. O último ponto comercial estabelecido no andar de baixo foi uma pastelaria.
Depois de alguns anos o sobrado foi comprado pelo dono de uma rede hoteleira que pretendia demolí-lo e construir um “espigão” no lugar. A resistência da comunidade à tentativa de demolição do prédio pelo então proprietário, e a manifestação do movimento cultural emcabecada pelo Grupo Teatral Revolucena, que necessitava de espaço físico, levaram, o então prefeito, João Luiz Gibrail Rocha a fazer o ato de desapropriação, recorrido à justiça. O histórico prédio foi transformado na Casa de Cultura, em convênio com a Secretaria de Cultura do Estado, responsável pelos equipamentos e a Prefeitura Municipal, pela manutenção do prédio e pessoal.
Um ano depois, no domingo de 25 de agosto de 1985, a Casa foi inaugurada transformando-se na primeira Casa de Cultura do Estado do Rio de Janeiro. Houve apresentações na rua de grupos culturais locais, em frente ao casarão. A cerimônia oficial de inauguração ocorreu pouco antes da apresentação da Orquestra Juvenil do Teatro Municipal do Rio de Janeiro.
No ano de 2005, entrou em reforma, resgatando suas características originais de pintura, adicionando elevadores para deficientes físicos, climatização, iluminação especial, e toda infra-estrutura. Foi reinaugurada no dia 25 de agosto de 2006.
A Casa já teve vários diretores(as), entre eles: Sr. Antuan Ábado Henne, Marcelo Ramos Moreira, José Miguel Filho, Sônia Conceição de Souza Valverde, Sulamitha G. Vargas, Bruno dos Anjos entre outros.
Atualmente, a casa funciona com vários cursos, mostras, exposições, apresentações, palestras, entre outras atividades; abriga, no térreo, exposições semanais, e o Ateneu Angrense de Letras e Artes, entidade que procura desenvolver, apoiar e promover a cultura na região.